# Exposed (Vince Neil)
Exposed è il primo album solista di Vince Neil, uscito il 27 aprile 1993 per l'Etichetta discografica Warner Bros. Records.

## Tracce
1. Look in Her Eyes (Neil, Soussan, Stevens) 5:50
2. Sister of Pain (Blades, Neil, Shaw) 5:02
3. Can't Have Your Cake (Neil, Stevens) 3:57
4. Fine, Fine Wine (Neil, Soussan) 4:12
5. The Edge (Neil, Scott, Soussan, Stevens) 4:53
6. Can't Change Me (Blades, Shaw) 4:41
7. Set Me Free (Scott) 4:03 (Sweet Cover)
8. Living Is a Luxury (Neil, Stevens) 5:39
9. You're Invited (But Your Friend Can't Come) (Blades, Neil, Shaw) 4:22
10. Gettin' Hard (Neil, Soussan, Stevens) 4:38
11. Forever (Neil, Soussan, Stevens) 5:15

## Formazione
- Vince Neil - voce
- Steve Stevens - chitarra
- Dave Marshall - chitarra
- Robbie Crane - basso
- Vik Foxx - batteria